# オグルトトミシュ
オグルトトミシュ（モンゴル語: Oγul tutmiš、生没年不詳）は、オイラト部族長クドカ・ベキの娘で、モンゴル帝国第4代皇帝モンケの皇后（ハトゥン）。『集史』などのペルシア語史料ではاوغول توتمیش（ūghūl tūtmīsh）と記される。また、ウィリアム・ルブルックの『旅行記』に記される「キリスト教徒の夫人」と同一人物と見られている。

## 概要
12世紀末から13世紀初頭にかけてオイラト部族長の地位にあったクドカ・ベキの娘として生まれ、兄弟にはイナルチ、トレルチらがいた。
1208年、モンゴル高原北西部の「ホイン・イルゲン（森林の民）」の中で最も早くチンギス・カンに投降したクドカ・ベキはその功績を評価され、クドカ・ベキの子のトレルチがチンギス・カンの娘のチチェゲンを娶り、チンギス・カンの子のトルイがクドカ・ベキの娘のオグルトトミシュを娶る「交換婚」が計画された。『集史』「オイラト部族志」によると、この婚約が決まる前、チンギス・カンは自らオグルトトミシュを娶ろうとしていたが、そのようにはならなかったという。なお、モンケがオグルトトミシュを娶ったのは父のトルイの死後にそのオルドを継承した頃、1232年の頃であったと考えられている。
しかし、トルイとオグルトトミシュの婚姻はトルイが早世したため成立せず、代わりにトルイの長男のモンケがオグルトトミシュを娶ることになった。このような経緯から、オグルトトミシュはクビライ、フレグといったモンケの弟たちを息子扱いし、クビライ、フレグもまた彼女をたいへん尊重していたという。
モンケとオグルトトミシュとの間にはシリンとビチカという2人の娘が生まれたが、男子は生まれることなくオグルトトミシュは早世した。シリンとビチカはともにオルクヌウト部のジュジンバイに嫁いだ。

## ルブルックの旅行記
1254年、フランス王ルイ9世の命によってモンケ・カアンの下に訪れたウィリアム・ルブルックは、モンケの妃たちにも面会しており、彼女らについて記録を残している。
この旅行記ではルブルックが訪れた頃にはオグルトトミシュは既に亡くなっていたこと、オグルトトミシュやその後継者、娘のシリンといった関係者がみなネストリウス派キリスト教を信仰していたことが記されている。

## オイラト部クドカ・ベキ王家
- クドカ・ベキ（Quduqa Beki ＞忽都合別乞/hūdōuhébiéqǐ,قوتوق بیكی/qūtūqa bīkī）…オイラト部の統治者で、チンギス・カンに降る
  - イナルチ（Inalči ＞亦納勒赤/yìnàlèchì,اینالجی/īnāljī）…ジョチの娘のコルイ・エゲチを娶る
    - ウルド（Uldu ＞اولدو/ūldū）
      - ニグベイ（Nigübei ＞نیكبی/nīkbei）
      - アク・テムル（Aq Temür ＞اقو تیمور/āqū tīmūr）

  - トレルチ・キュレゲン（Törelči ＞脱劣勒赤/tuōlièlèchì,تورالجی كوركان/tūrāljī kūrkān）…チンギス・カンの娘のチチェゲンを娶る
    - ブカ・テムル（Buqa Temür ＞بوكا تیمور/būqā tīmūr）
      - チョバン・キュレゲン（Čoban ＞جوبان كوركان/jūban kūrkān）…アリクブケの娘のノムガンを娶る
      - チャキル・キュレゲン（Čakir ＞جاقر كوركان/jāqir kūrkān）…フレグの娘のモングルゲンを娶る
        - タラカイ・キュレゲン（Taraqai ＞ترقای كوركان/taraqāī kūrkān）…父のチャキルの死後、フレグの娘のモングルゲンをレビラト婚で娶った

      - ノルン・カトン（Nölün qatun ＞نولون خاتون/nūlūn khātūn）…フレグの子のジョムクルに嫁ぐ

    - ブルトア・キュレゲン（Burto'a ＞بورتوا/būrtūā）…名称は不明だが、チンギス・カン家の女性を娶る
    - バルス・ブカ・キュレゲン（Bars buqa ＞بارس بوقا/bārs būqā）…トルイの娘のエルテムルを娶る
      - ベクレミシュ・キュレゲン（Beklemiš ＞別吉里迷失/biéjílǐmíshī,بیكلمیش/bīklamīsh）…名称は不明だが、チンギス・カン家の女性を娶る
      - シーラップ・キュレゲン（Širap ＞沙藍/shālán,شیراپ/shīrāp）…名称は不明だが、チンギス・カン家の女性を娶る
      - エメゲン・カトン（Emegen qatun ＞امكان خاتون/āmkān khātūn）…アリクブケ家のメリク・テムルに嫁ぐ

    - エルチクミシュ・カトン（Elčiqmiš qatun ＞یلجیقمیش خاتون/īljīqmīsh khātūn）…トルイ家のアリクブケに嫁ぐ
    - クイク・カトン（Küik qatun ＞كویك خاتون/kūīk khātūn）…トルイ家のフレグに嫁ぐ
    - オルガナ・カトン（Orγana qatun ＞اورقنه خاتون/ūrqana khātūn）…チャガタイ家のカラ・フレグに嫁ぐ
    - クチュ・カトン（Küčü qatun ＞كوجو خاتون/kūjū khātūn）…ジョチ家のトクカンに嫁ぐ
    - オルジェイ・カトン（Öiǰei qatun ＞اولجای خاتون/ūljāī khātūn）…トルイ家のフレグに嫁ぐ

  - オグルトトミシュ（Oγul tutmiš ＞اوغول توتمیش/ūghūl tūtmīsh）…トルイ家のモンケ・カアンに嫁ぐ

## モンケ・カアンの皇后（ハトゥン）
| 地位       | 名前             | 『集史』                          | 『元史』                    | ルブルックの『旅行記』 | 出身部族     | 備考                         |
| ---------- | ---------------- | --------------------------------- | --------------------------- | ---------------------- | ------------ | ---------------------------- |
| 第1皇后    | クトクタイ       | قوتوقتای خاتون（qūtūqtāī Khātūn） | 明里忽都魯（mínglǐhūdōulŭ） | Cotota Caten           | イキレス部   | バルトゥ、ウルン・タシュの母 |
| 第2皇后(1) | クタイ           | قوتای خاتون（qūtāī Khātūn）       | 忽台皇后（hūtái）           | Cota                   | コンギラト部 | ルブルックの滞在中に死亡     |
| 第2皇后(2) | イェスル         |                                   | 也速児皇后（yĕsùér）        |                        | コンギラト部 | クタイの妹で、姉の地位を継ぐ |
| 第3皇后(1) | オグルトトミシュ | اوغول توتمیش （ūghūl tūtmīsh）    |                             | 「キリスト教徒の夫人」 | オイラト部   | 元はトルイの婚約者           |
| 第3皇后(2) | チャブイ         | جابون خاتون（jābūn Khātūn）       | 出卑皇后（chūbēi）          | 「若い夫人」           | オイラト部   | モンケの南宋親征に扈従した   |
| 第4皇后    | キサ             | كیسا خاتون（kīsā Khātūn）         | 火里差皇后（huǒlǐchà）      | 「冷遇されていた夫人」 | コルラス部   | オゴデイから与えられた       |
| 側室       | バヤウジン       | بایاوجین（bāyāūjīn）              |                             |                        | バヤウト部   | シリギの母                   |
| 側室       | クイタニ         | كیتنی（kuītanī）                  |                             |                        | エルジギン部 | アスタイの母                 |